# Remo nos Jogos Pan-Americanos de 2023 - Skiff simples feminino
A competição do skiff simples feminino do remo nos Jogos Pan-Americanos de 2023 foi disputada entre 21 e 25 de outubro de 2023 na Lagoa Grande, em San Pedro de la Paz. Um total de 17 remadoras de 15 Comitês Olímpicos Nacionais (CON) participaram do evento.

## Calendário
Horário local (UTC−3).
| Data          | Hora  | Fase          |
| ------------- | ----- | ------------- |
| 21 de outubro | 9:30  | Eliminatórias |
| 22 de outubro | 8:20  | Repescagem    |
| 24 de outubro | 8:20  | Semifinais    |
| 25 de outubro | 9:50  | Final A       |
| 25 de outubro | 10:30 | Final B       |
| 25 de outubro | 10:50 | Final C       |

## Medalhistas
| Ouro   | MEX Kenia Lechuga   |
| Prata  | BRA Beatriz Tavares |
| Bronze | PAR Nicole Martínez |

## Resultados

### Eliminatórias
As duas primeiras de cada bateria se classificam às semifinais, as restantes disputam a repescagem.
Bateria 1
| Pos. | Remadora          | CON                | Tempo   | Notas |
| ---- | ----------------- | ------------------ | ------- | ----- |
| 1    | Grace Joyce       | USA Estados Unidos | 8:16:05 | SA/B  |
| 2    | Alejandra Alonso  | PAR Paraguai       | 8:26:08 | SA/B  |
| 3    | Antonia Pichott   | CHI Chile          | 8:27:33 | R     |
| 4    | Ana Jiménez       | CUB Cuba           | 8:47:85 | R     |
| 5    | Evidelia González | NCA Nicarágua      | 8:49:96 | R     |

Bateria 2
| Pos. | Remadora           | CON                                 | Tempo    | Notas |
| ---- | ------------------ | ----------------------------------- | -------- | ----- |
| 1    | Beatriz Tavares    | BRA Brasil                          | 8:20:40  | SA/B  |
| 2    | Adriana Sanguineti | PER Peru                            | 8:36:38  | SA/B  |
| 3    | Jennieffer Zuñiga  | EAI Equipe de Atletas Independentes | 8:51:19  | R     |
| 4    | Zulay Gil          | COL Colômbia                        | 9:13:75  | R     |
| 5    | María Chaves       | CRC Costa Rica                      | 10:37:00 | R     |

Bateria 3
| Pos. | Remadora          | CON             | Tempo   | Notas |
| ---- | ----------------- | --------------- | ------- | ----- |
| 1    | Kenia Lechuga     | MEX México      | 8:11:85 | SA/B  |
| 2    | Nicole Martínez   | PAR Paraguai    | 8:19:91 | SA/B  |
| 3    | Cloe Callorda     | URU Uruguai     | 8:37:55 | R     |
| 4    | Kimberlin Meneses | VEN Venezuela   | 8:55:17 | R     |
| 5    | Adriana Escobar   | ESA El Salvador | 9:05:92 | R     |
| 6    | Kerly Salazar     | ECU Equador     | 9:33:26 | R     |

### Repescagem
As três primeiras de cada bateria de repescagem se classificam às semifinais, as restantes disputam a Final C (fora da chance por medalhas).
Repescagem 1
| Pos. | Remadora          | CON                                 | Tempo   | Notas |
| ---- | ----------------- | ----------------------------------- | ------- | ----- |
| 1    | Antonia Pichott   | CHI Chile                           | 8:07:69 | SA/B  |
| 2    | Kimberlin Meneses | VEN Venezuela                       | 8:16:95 | SA/B  |
| 3    | Jennieffer Zuñiga | EAI Equipe de Atletas Independentes | 8:17:63 | SA/B  |
| 4    | Kerly Salazar     | ECU Equador                         | 9:01:23 | FC    |
| 5    | María Chaves      | CRC Costa Rica                      | DNS     |       |

Repescagem 2
| Pos. | Remadora          | CON             | Tempo   | Notas |
| ---- | ----------------- | --------------- | ------- | ----- |
| 1    | Cloe Callorda     | URU Uruguai     | 8:07:73 | SA/B  |
| 2    | Evidelia González | NCA Nicarágua   | 8:16:68 | SA/B  |
| 3    | Ana Jiménez       | CUB Cuba        | 8:19:65 | SA/B  |
| 4    | Adriana Escobar   | ESA El Salvador | 8:22:52 | FC    |
| 5    | Zulay Gil         | COL Colômbia    | 8:32:52 | FC    |

### Semifinais
As três primeiras de cada bateria semifinal se classificam à Final A, as restantes disputam a Final B (fora da chance por medalhas).
Semifinal A/B 1
| Pos. | Remadora          | CON                | Tempo   | Notas |
| ---- | ----------------- | ------------------ | ------- | ----- |
| 1    | Beatriz Tavares   | BRA Brasil         | 7:46.88 | FA    |
| 2    | Nicole Martínez   | PAR Paraguai       | 7:48.34 | FA    |
| 3    | Grace Joyce       | USA Estados Unidos | 7:48.65 | FA    |
| 4    | Cloe Callorda     | URU Uruguai        | 8:08.33 | FB    |
| 5    | Kimberlin Meneses | VEN Venezuela      | 8:20.41 | FB    |
| 6    | Ana Jiménez       | CUB Cuba           | 8:32.92 | FB    |

Semifinal A/B 2
| Pos. | Remadora           | CON                                 | Tempo   | Notas |
| ---- | ------------------ | ----------------------------------- | ------- | ----- |
| 1    | Kenia Lechuga      | MEX México                          | 7:57.63 | FA    |
| 2    | Adriana Sanguineti | PER Peru                            | 8:04.20 | FA    |
| 3    | Alejandra Alonso   | PAR Paraguai                        | 8:07.00 | FA    |
| 4    | Antonia Pichott    | CHI Chile                           | 8:09.25 | FB    |
| 5    | Evidelia González  | NCA Nicarágua                       | 8:18:81 | FB    |
| 6    | Jennieffer Zuñiga  | EAI Equipe de Atletas Independentes | 8:20.83 | FB    |

### Finais
As regatas finais definem as posições de todas as remadoras. Na Final A são decididas as medalhistas.
Final C
| Pos. | Remadora        | CON             | Tempo   | Notas |
| ---- | --------------- | --------------- | ------- | ----- |
| 13   | Adriana Escobar | ESA El Salvador | 8:36.72 |       |
| 14   | Zulay Gil       | COL Colômbia    | 8:50.45 |       |
| 15   | Kerly Salazar   | ECU Equador     | 9:01.17 |       |

Final B
| Pos. | Remadora          | CON                                 | Tempo   | Notas |
| ---- | ----------------- | ----------------------------------- | ------- | ----- |
| 7    | Cloe Callorda     | URU Uruguai                         | 8:07.70 |       |
| 8    | Antonia Pichott   | CHI Chile                           | 8:10.05 |       |
| 9    | Evidelia González | NCA Nicarágua                       | 8:20.42 |       |
| 10   | Kimberlin Meneses | VEN Venezuela                       | 8:25.30 |       |
| 11   | Jennieffer Zuñiga | EAI Equipe de Atletas Independentes | 8:27.42 |       |
| 12   | Ana Jiménez       | CUB Cuba                            | 8:40.25 |       |

Final A
| Pos.              | Remadora           | CON                | Tempo   | Notas |
| ----------------- | ------------------ | ------------------ | ------- | ----- |
| Medalha de ouro   | Kenia Lechuga      | MEX México         | 7:44.63 |       |
| Medalha de prata  | Beatriz Tavares    | BRA Brasil         | 7:46.73 |       |
| Medalha de bronze | Nicole Martínez    | PAR Paraguai       | 7:47.29 |       |
| 4                 | Grace Joyce        | USA Estados Unidos | 7:51.69 |       |
| 5                 | Alejandra Alonso   | PAR Paraguai       | 8:06.93 |       |
| 6                 | Adriana Sanguineti | PER Peru           | 8:11.32 |       |